# Ljubov' Sergeevna Popova
Ljubov' Sergeevna Popova, in russo Любовь Сергеевна Попова? (Ivanovo, 6 maggio 1889 – Mosca, 25 maggio 1924), è stata una pittrice e scenografa russa e sovietica, esponente dei movimenti dell'avanguardia russa sviluppatisi nei primi anni del Novecento: cubismo, cubo-futurismo, costruttivismo e suprematismo.

## Biografia
Ljubov' Popova nacque nel villaggio di Ivanovo, presso Možajsk, seconda di altri tre figli – Sergej, Ol'ga e Pavel – da facoltosi commercianti. Il padre Sergej era proprietario di un grande stabilimento tessile, la madre Ljubov' Zubova veniva da una famiglia di collezionisti di violini storici e di monete antiche, ed entrambi amavano la musica e il teatro.
Trascorse l'infanzia nella tenuta di Krasnovidovo, dove ricevette le prime lezioni di disegno dal pittore Orlov, un amico di famiglia. Dal 1902 frequentò il ginnasio di Jalta, dove i Popov vissero fino al 1906, anno in cui si stabilirono a Mosca, dove Ljubov prese la maturità nel liceo Arsenev e proseguì gli studi nel collegio Alferov, laureandosi in letteratura. Contemporaneamente, dal 1907 prese lezioni di pittura dall'impressionista Stanislav Žukovskij, e dal 1908 al 1909 frequentò nella scuola Prečistenskij i corsi di disegno e pittura tenuti da Konstantin Juon e Ivan Dudin. A questo periodo di apprendistato risalgono alcuni suoi paesaggi, La casa, Il ponte, Lavandaie, Covoni, dipinti nello spirito del moderato impressionismo dei suoi maestri, e il ritratto della sorella Ol'ga.

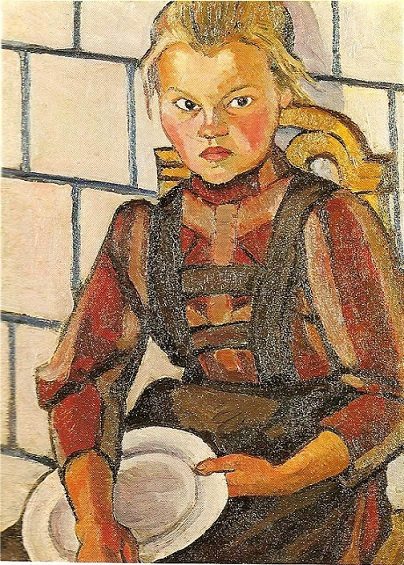
La sorella Olga, 1909

Dal 1909 iniziò una serie di viaggi che la portò a conoscere, a Kiev, gli antichi affreschi della tradizione russa e le icone del simbolista Michail Vrubel'. L'anno dopo viaggiò in Italia con la famiglia, rimanendo impressionata dagli affreschi di Giotto. Visitò le storiche città di Nižnij Novgorod, Pskov, Rostov, Suzdal', Perejaslav, Vladimir, Jaroslavl' e Pietroburgo, dove conobbe le collezioni dell'Ermitage. Nel 1911 organizzò un proprio studio a Mosca con l'amica Ludmila Prudkovskaja (1889-1918, sorella di Nadežda Udal'cova), disegnando e dipingendo in particolare nudi e alberi, nei quali mostra il suo interesse per la lezione di Cézanne e i suoi contatti con il neo-primitivismo di Larionov e Gončarova.
Nel 1912 si unì allo studio collettivo Bašnja (La Torre), formato da Viktor Bart, Kirill Zdanevič, Anna Trojanovskaja, Vladimir Tatlin, Ivan Aksënov e Aleksej Griščenko. In questo periodo conosce su riviste d'arte, in esposizioni e nella collezione di Sergej Ščukin, le prime opere cubiste di Braque e di Picasso e la moderna pittura post-impressionista francese. Si interessa alle polemiche su cubismo e futurismo alimentate dalla raccolta di saggi, apparsi quell'anno, Uno schiaffo al gusto del pubblico (Poščёčina obščestvennomu bkusu), e al dibattito in corso nell'avanguardia russa sulla necessità di creare un nuovo linguaggio artistico, aperto o meno alle influenze occidentali.
Per approfondire questi temi e conoscere da vicino le tendenze dell'avanguardia europea, in autunno si stabilì a Parigi con l'amica Nadežda Udal'cova e la propria istitutrice francese Adélaïde Dege. Studia con Udal'cova nell'accademia La Palette di Jean Metzinger e Henri Le Fauconnier, sostenitori di un cubismo diverso da quello analitico praticato da Braque e Picasso, e teorizzato da Albert Gleizes e dallo stesso Metzinger nel libro Du Cubisme, pubblicato in dicembre. Si nota l'influsso esercitato da Metzinger comparando le tre versioni della Donna nuda seduta realizzate da Popova nel 1913, con la Monna Lisa col cucchiaino di Metzinger, dipinta nel 1911.
A Parigi Ljubov' Popova visitò nel giugno o luglio del 1913 l'esposizione nella galleria La Boétie di tre sculture di Boccioni del 1912. Una di queste, Testa + Casa + Luce, sarà richiamata fin nel titolo dalla tela della Popova Figura + Casa + Spazio, dipinta l'anno successivo. Di Boccioni Popova conobbe anche il Manifesto tecnico della scultura futurista, esposto alla mostra parigina, come le opere di Fernand Léger e quelle dello scultore russo Aleksandr Archipenko, allora operoso a Parigi, che risolveva le articolazioni del corpo umano in forme geometriche.
Tornata a Mosca nell'autunno del 1913, lavorò nello studio di Tatlin con Aleksandr Vesnin, Aleksej Murganov e la Udal'cova e nel gennaio del 1914 presentò per la prima volta al pubblico due opere nel corso dell'esposizione del gruppo Fante di Quadri (Bubnovyj valet) cui parteciparono anche Aleksandra Ėkster, Kazimir Malevič e la Udal'cova. Nella mostra figurarono anche opere di Picasso, Braque, André Derain, Maurice de Vlaminck e Le Fauconnier. Popova poté conoscere nello studio di Tatlin le novità rappresentate dalle sue opere tridimensionali, da Tatlin definite rilievi pittorici o controrilievi, costituite dall'inserimento sul piano della tela da materiali in vetro, metallo o legno, prime espressioni del costruttivismo.
In marzo tornò a Parigi e da qui, con le giovani scultrici russe Vera Muchina e Iza Burmejster, intraprese in aprile un lungo viaggio in Italia che la portò a visitare Genova, Venezia, Firenze, Roma, Napoli, Capri e Paestum. Probabilmente, oltre all'interesse per l'arte classica, Popova fu attratta dall'Italia anche in quanto patria del futurismo e a Firenze incontrò forse Soffici, il fondatore di « Lacerba », la rivista dei futuristi italiani, la cui testata e altre scritte in italiano figurano come rilievi pittorici in tele dipinte l'anno dopo dalla Popova.
In estate tornò a Mosca per lavorare ancora nello studio di Tatlin e riunire nel suo appartamento gli esponenti dell'avanguardia come la Udal'cova, Vesnin, Griščenko, e i critici d'arte Vipner e Boris von Eding. Il 3 marzo 1915 partecipa a Pietrogrado alla Prima esposizione futurista di pittura, denominata Tranvia V, dove espongono anche Tatlin, Kljun, Ekster, Udal'cova, Rozanova, Puni e Malevič.
Liubov’ Popova morì il 25 maggio 1924 a Mosca, due giorni dopo la morte di suo figlio, da cui aveva contratto la scarlattina.

## Galleria d'immagini

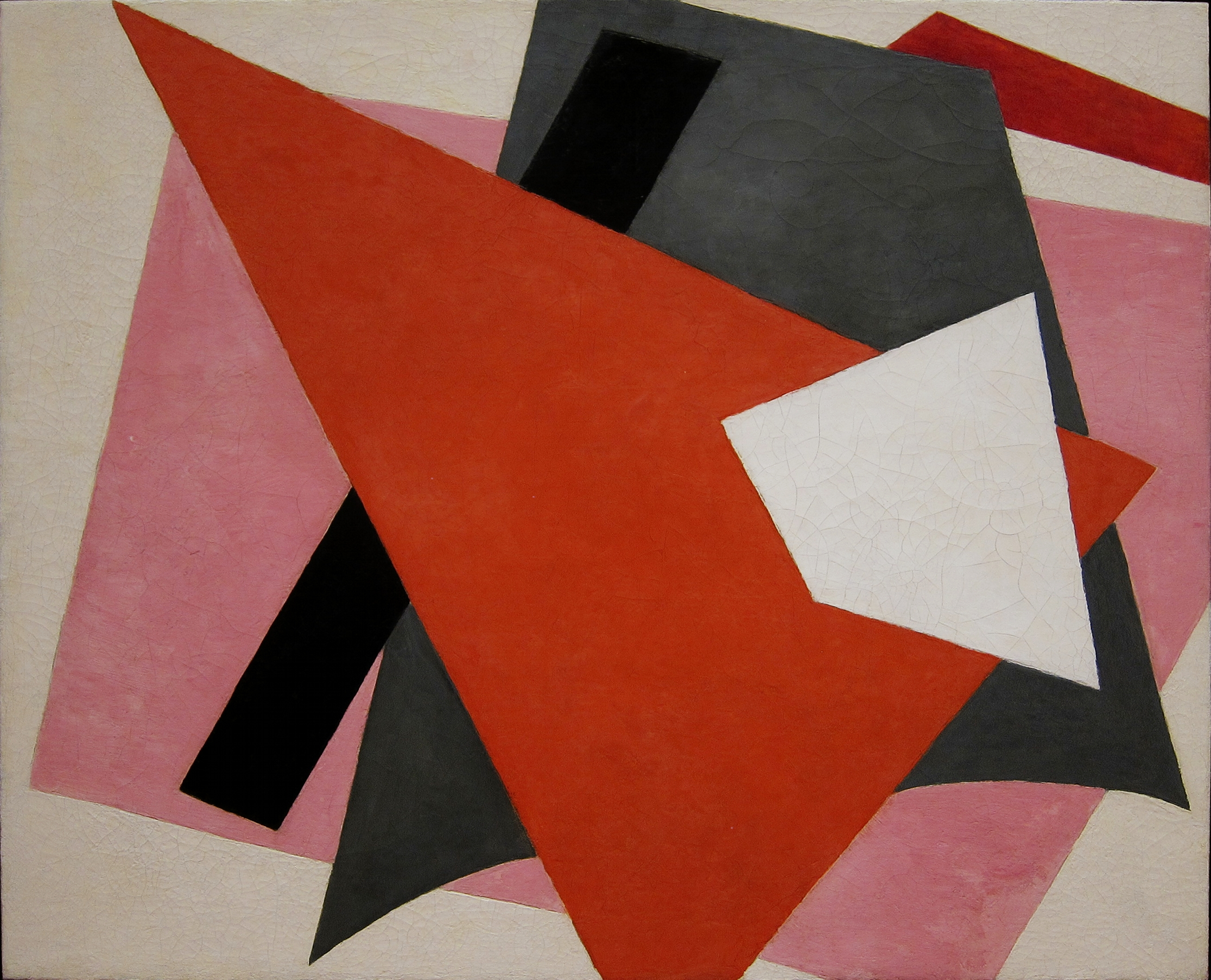
Architettonica, 1917
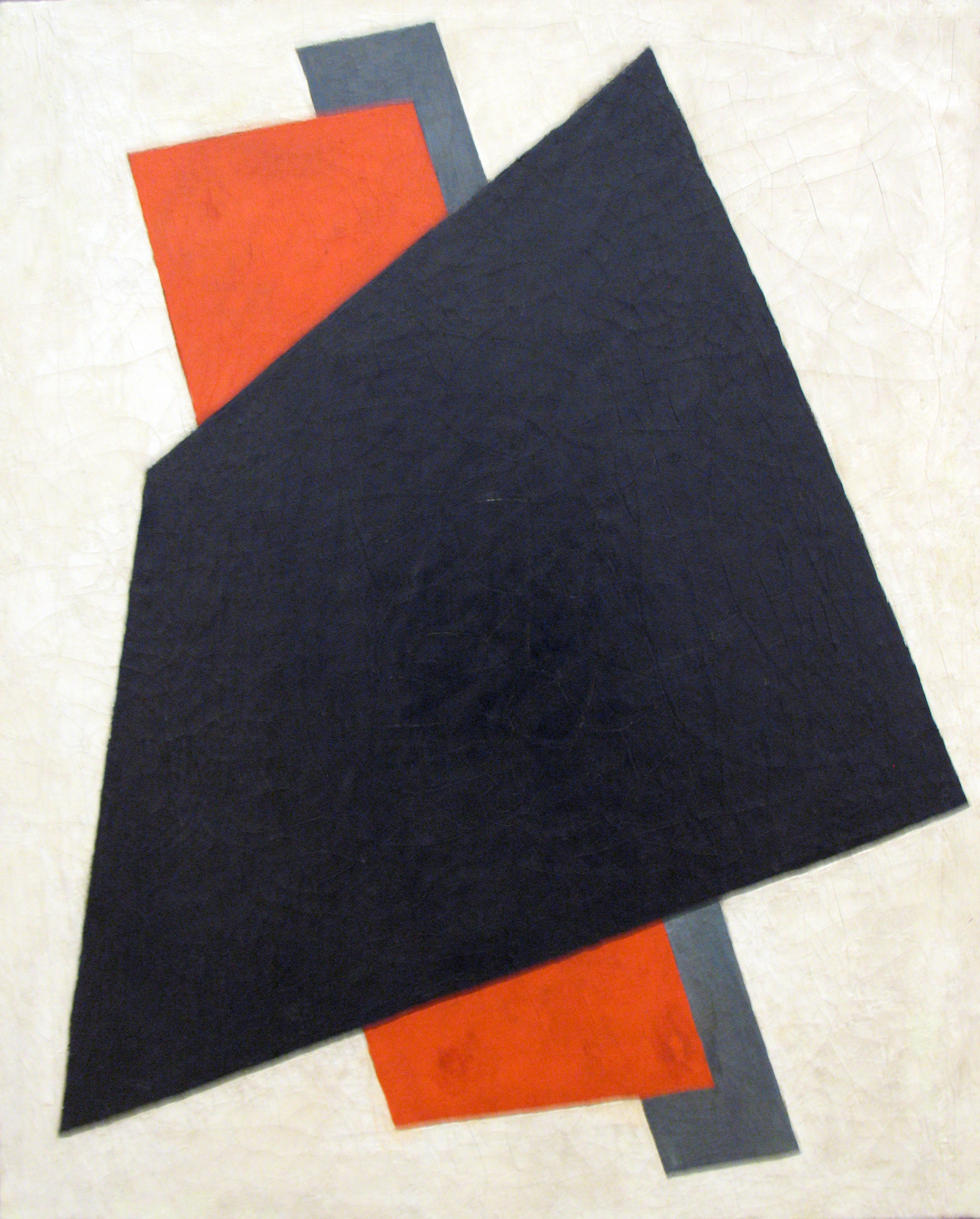
Pittura architettonica, 1916
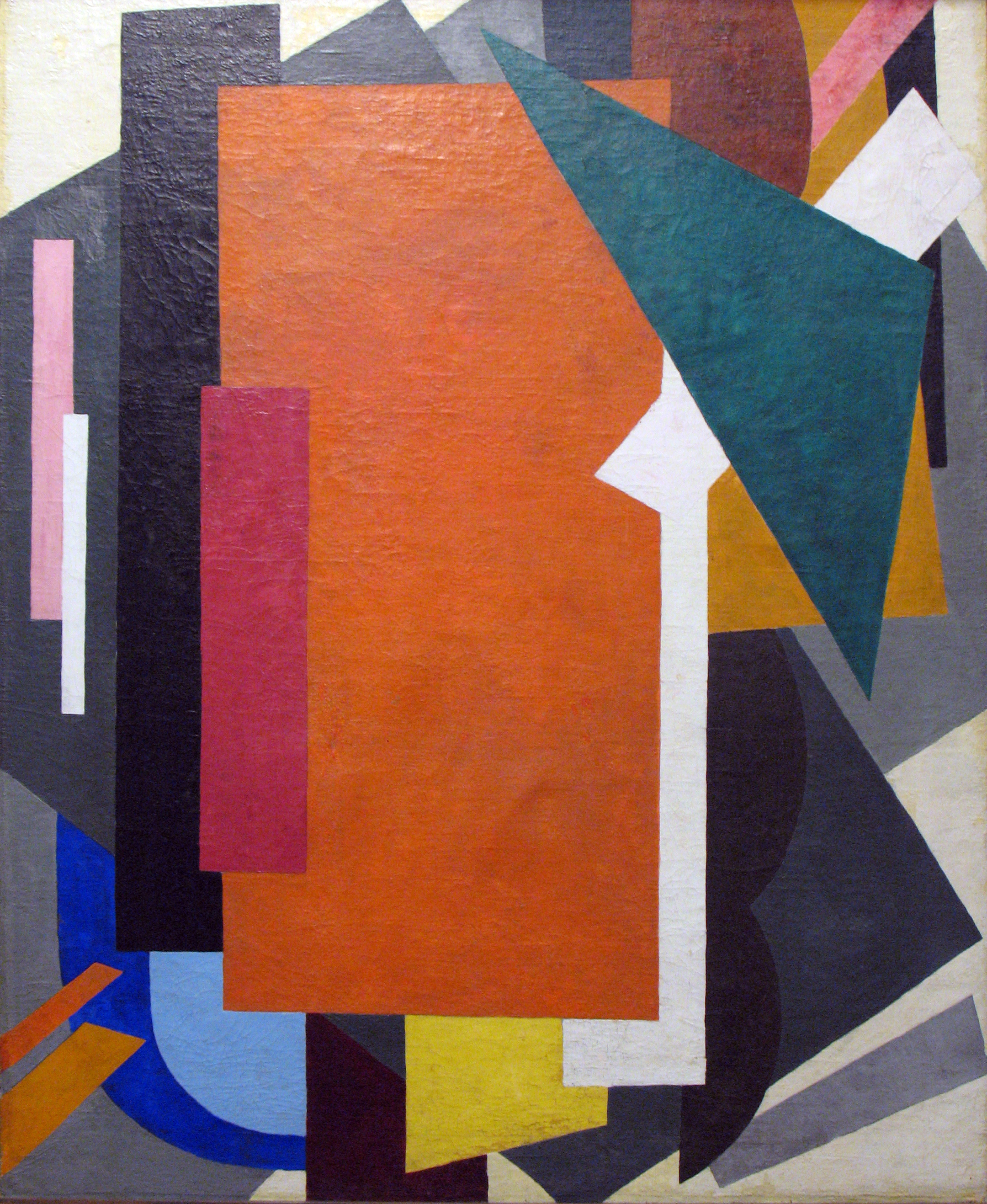
Costruzione pittorica, 1920
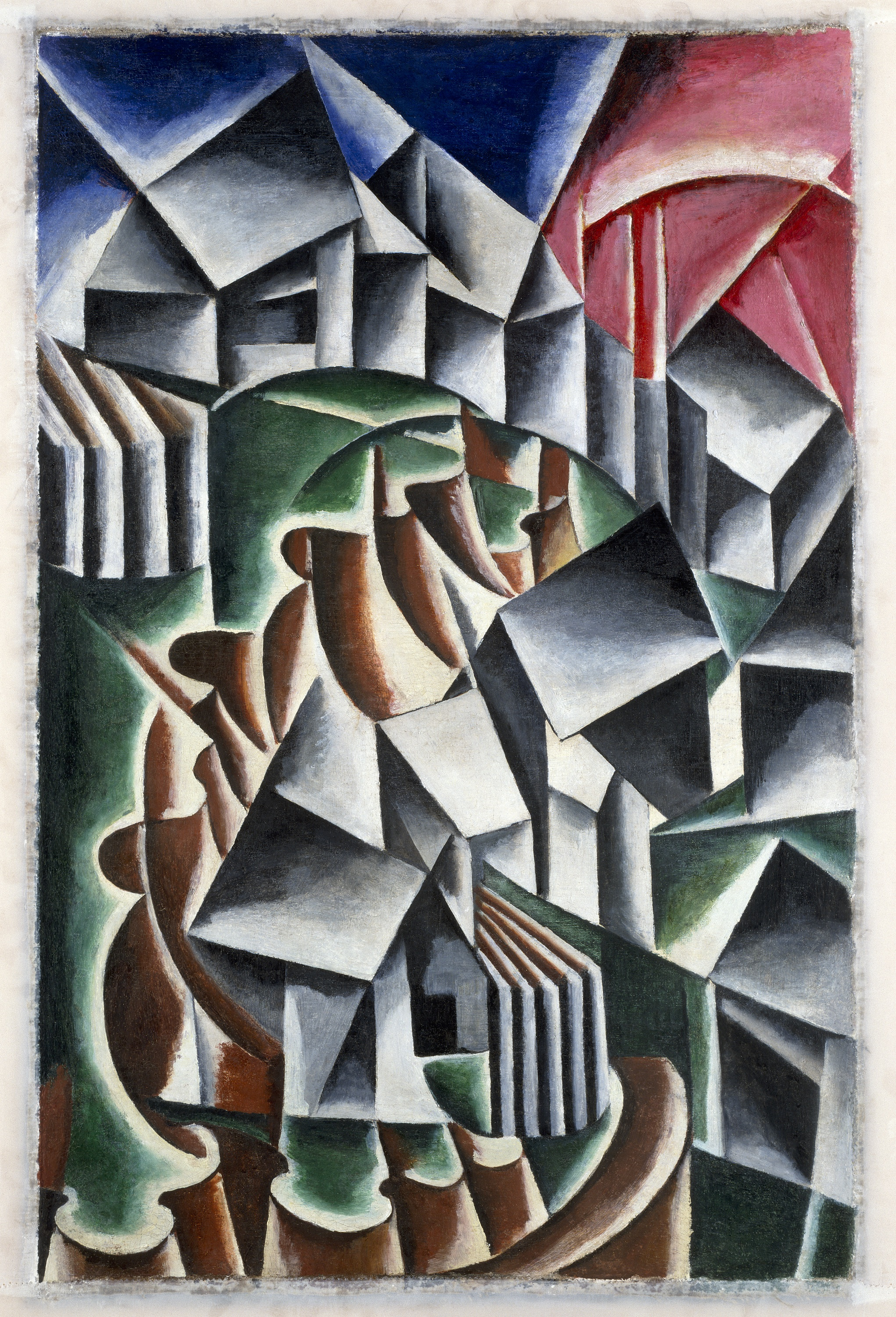
Birsk, 1916
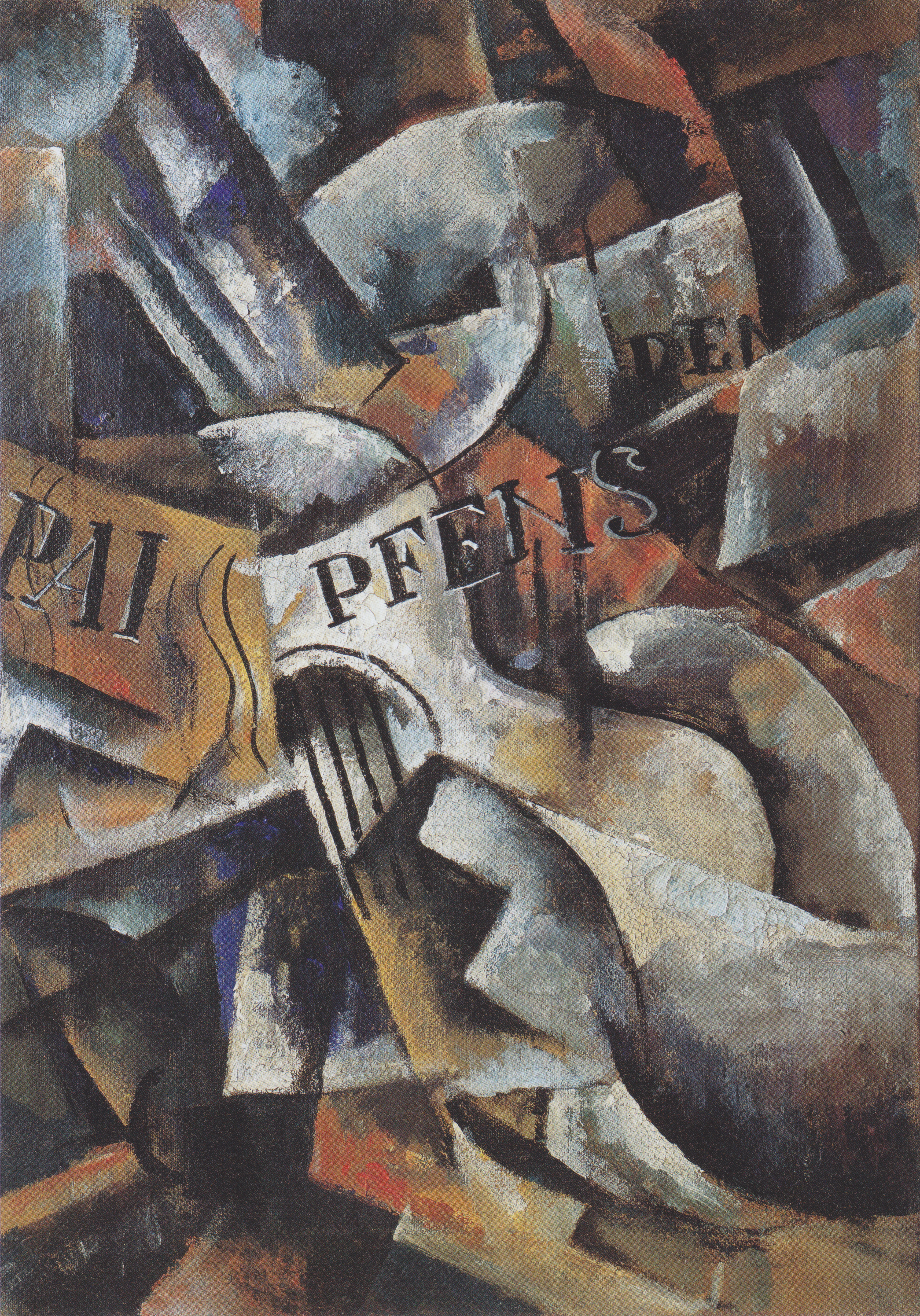
Natura morta con chitarra, 1915

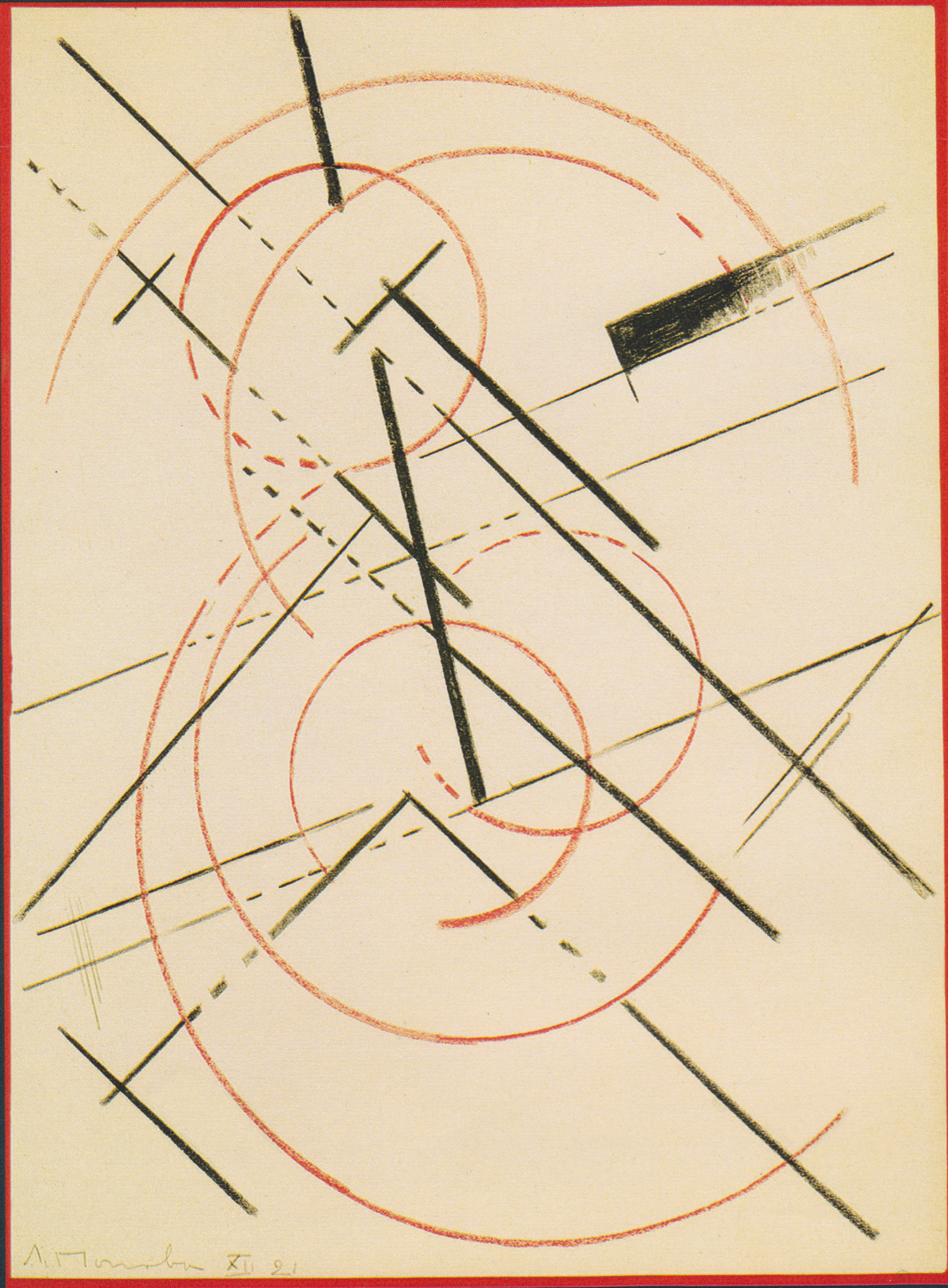
Composizione lineare, n.d.
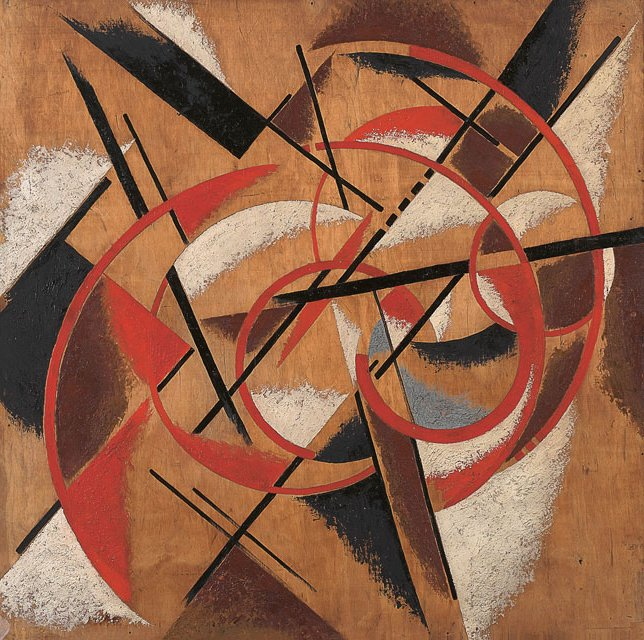
Costruzione di forza spaziale, 1921
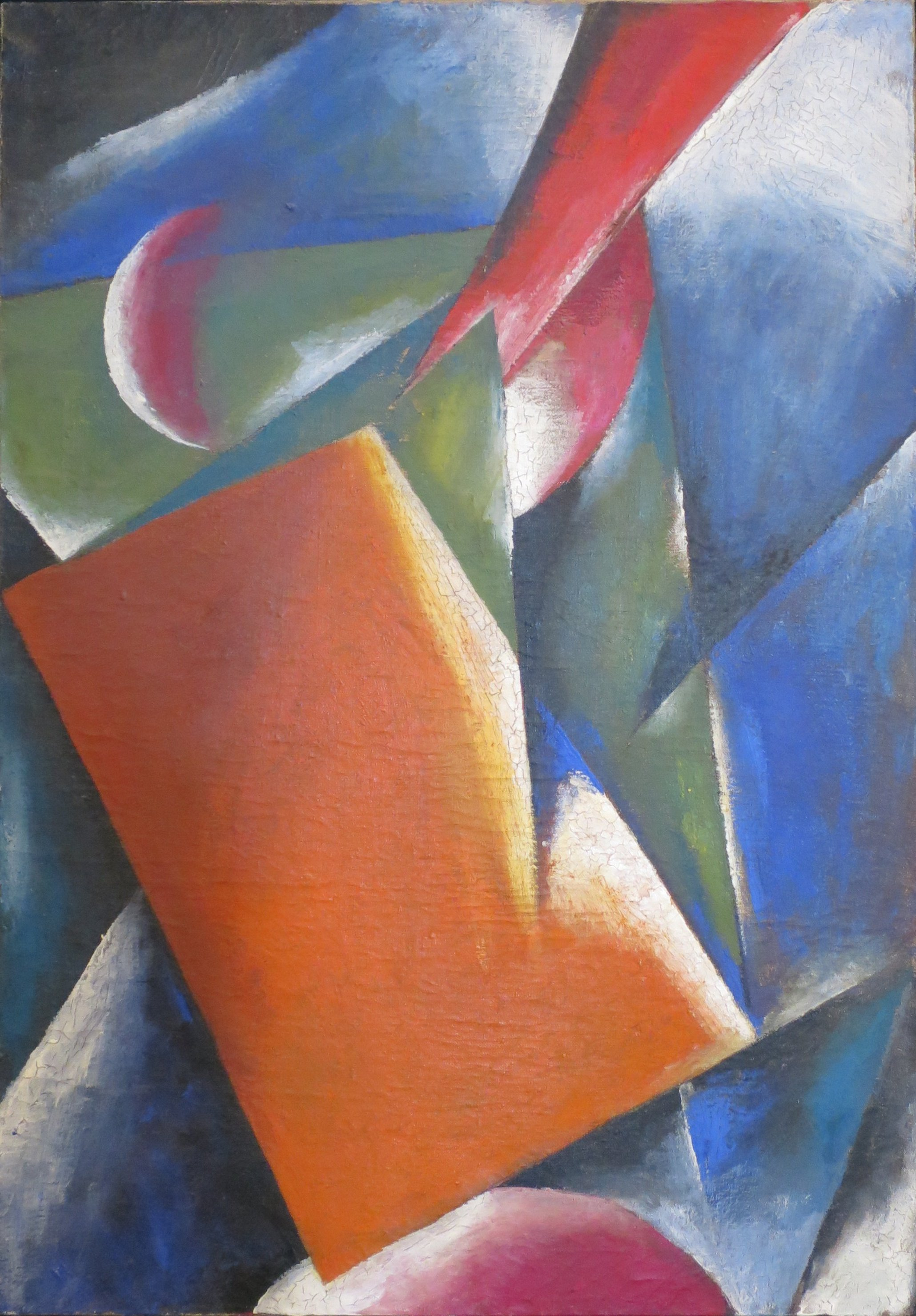
Pittura architettonica, 1917
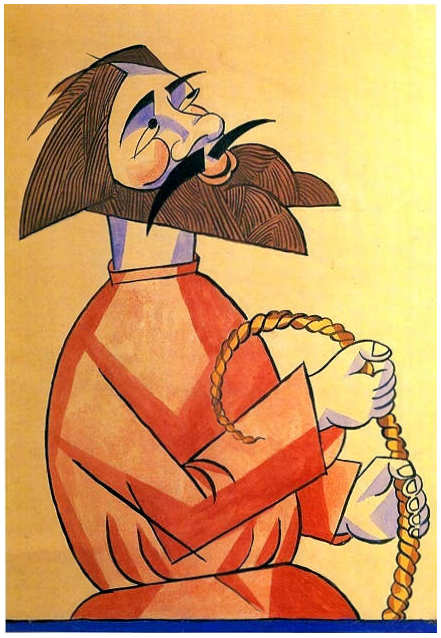
Balda, 1919
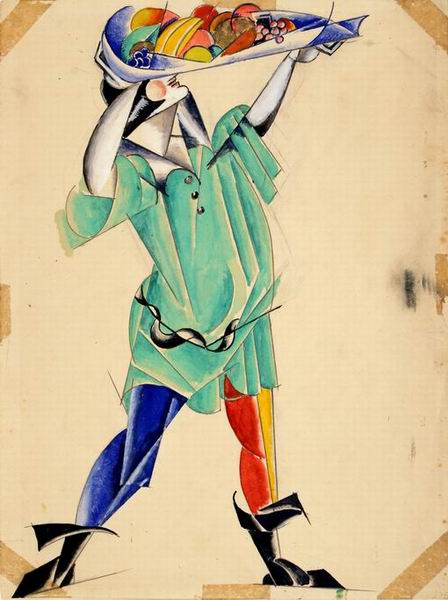
Romeo e Giulietta, 1920